# Choucador de Kenrick
Poeoptera kenricki
Espèce
Statut de conservation UICN

 LC  : Préoccupation mineure
Le Choucador de Kenrick (Poeoptera kenricki) est une espèce d'oiseaux de la famille des Sturnidae. Cet oiseau vit au Kenya et en Tanzanie.

## Systématique
L'espèce Poeoptera kenricki a été décrite pour la première fois en 1894 par l'ornithologue anglais George Ernest Shelley (1840-1910).

## Liste des sous-espèces
Selon la classification de référence du Congrès ornithologique international (version 12.1, 2022) :
- sous-espèce Poeoptera kenricki bensoni (Van Someren, 1945)
- sous-espèce Poeoptera kenricki kenricki Shelley, 1894